# Вилья-дель-Тотораль
Вилья-дель-Тотораль (исп. Villa del Totoral) — город и муниципалитет в департаменте Тотораль провинции Кордова (Аргентина), административный центр департамента.

## История
В конце XVI века здесь было создано поместье Сан-Эстебан-дель-Тотораль.
В 1860 году решением властей провинции земля в районе Сан-Эстебан-дель-Тотораль была выделена под город Вилья-дель-Тотораль. В 1871 году был образован муниципалитет.